# Dividende
Dividende er det udbytte, der fordeles mellem aktionærerne i et aktieselskab (A/S) eller andelshaverne i et andelsselskab (ApS).
I et aktieselskab vil dividenden normalt udgøre et fast beløb pr. aktie, mens dividenden i andelsselskaber beregnes som en andel af andelshavernes omsætning med selskaberne. I brugsforeninger har man historisk udbetalt dividender til kunderne til medlemmerne af brugsforeningen. I Fællesforeningen for Danmarks Brugsforeninger (FDB), senere COOP, betalte man dividende indtil 1980. Senere er man i stedet overgået til et system med medlemsbonus.

## Konkursret
I et konkursbo er dividende den procentdel, som en kreditor uden særlig fortrinsret får udbetalt af sit anmeldte tilgodehavende; det følger af konkursloven § 146, stk. 1.